# Our Last Album?
Our Last Album? es el undécimo álbum de estudio de la banda de punk británica The Toy Dolls. 
Se publicó en 2004, y fue el último disco de la banda hasta 2012, cuando lanzaron The Album After the Last One.

## Lista de canciones
1. "Our Last Intro?"  – 0:21
2. "The Death of Barry the Roofer with Vertigo"  – 2:52
3. "Cheatin' Chick from China"  – 2:45
4. "Davey's Days"  – 3:33
5. "No One Knew the Real Emu"  – 3:10
6. "I Gave My Heart to a Slag Called Sharon from Whitley Bay"  – 3:50
7. "Jean's Been"  – 2:22
8. "Rita's Innocent"  – 3:05
9. "She's So Modern"  – 2:54
10. "Chenky Is a Puff"  – 2:57
11. "I Caught It from Camilla"  – 2:57
12. "Our Last Outro?"  – 1:17
13. "The Final Countdown"  – 3:03
14. "Tony Talks Tripe"  – 2:16
15. "Yul Brynner Was a Skinhead (New Recording)"  – 2:24
16. "Thank You To"  – 0:28

## Personal
- Michael "Olga" Algar - Voz y guitarra
- Tommy Goober - Bajo
- Dave "The Nut" Nuttall - Batería